# Joseph von Hammer-Purgstall
Joseph von Hammer-Purgstall (født 9. juni 1774 i Graz, død 23. november 1856 i Wien) var en østrigsk friherre og orientalist.
von Hammer-Purgstall kom 1787 til Wien og blev her elev af det nylig oprettede orientalske akademi, sendtes 1799 til Konstantinopel som tolk ved det østrigske gesandtskab og kom snart efter som sekretær og tolk til at følge med den hær, der under Sidney Smith sendtes til Ægypten for at forjage franskmændene fra landet. 1802 blev han legationssekretær i Konstantinopel, 1806 Østrigs repræsentant i Moldau; 1807 fik han en overordnet stilling i hofkancelliet i Wien; 1847—49 var han præsident for det nygrundede Videnskabernes Akademi i Wien.
von Hammer-Purgstall var en nøje kender af østerlandske sprog, særlig arabisk, persisk og tyrkisk, foruden af adskillige europæiske sprog. Han besad stor arbejdsdygtighed og gennemlæste fra sin tidlige ungdom en mængde østerlandske bøger og mangfoldige håndskrifter, idet han stadig gjorde uddrag og oversættelser af de vigtigere afsnit. Han var en yderst frugtbar, men ikke meget kritisk forfatter, der udgav mange omfangsrige skrifter og talrige afhandlinger i lærde tidsskrifter og lignende.
Hans første værk var Encyclopädische Uebersicht der Wissenschaften des Orients (1804); 1810 grundlagde han med grev Rzewuski det vigtige videnskabelige tidsskrift Fundgruben des Orients (6 bind, 1810—19). Man har af von Hammer-Purgstall mange litterærhistoriske værker, således Geschichte der schönen Redekünste Persiens (1818), Geschichte der osmanischen Dichtkunst (4 bind, 1836—38) og Litteraturgeschichte der Araber (7 bind, 1850—56, ikke fuldendt).
Af hans historiske værker må fremhæves Geschichte des osmanischen Reichs (10 bind, 1827—33, 2. udgave 4 bind, 1834—35), Gemäldesaal der Lebensbeschreibungen groszer moslimischer Herrscher (6 bind, 1837—39); fremdeles skrifter om Assasinerne (1818), om Den gyldne Horde i Kiptschak (1840), om Ilchanerne (2 bind, 1842—44), om Chanerne paa Krim (1856). Han forsøgte sig også i originale digte i østerlandsk stil, udgav flere rejsebeskrivelser, skrev om Steiermarks adel (1855) og en levnedsbeskrivelse af kardinal Khlesl (4 bind, Wien 1847—57).
von Hammer-Purgstall har også udgivet østerlandske tekster med tysk oversættelse, for eksempel Abul-Maanis Juvelsnore (1822), den tyrkiske digter Faslis Gul u Bulbul (1834), Samachscharis Gyldne Halsbaand (1835) med mere. Han har også oversat fra persisk Hafis Divan (1813—14), fra arabisk Udvalgte Eventyr af 1001 Nat (1823—24), fra tyrkisk Bakis Lyriske Digte (1825) og så videre. Fra græsk oversatte han Mark Aurels Selvbetragtninger på persisk.